# Kystvakten

Heraldiskt vapen.

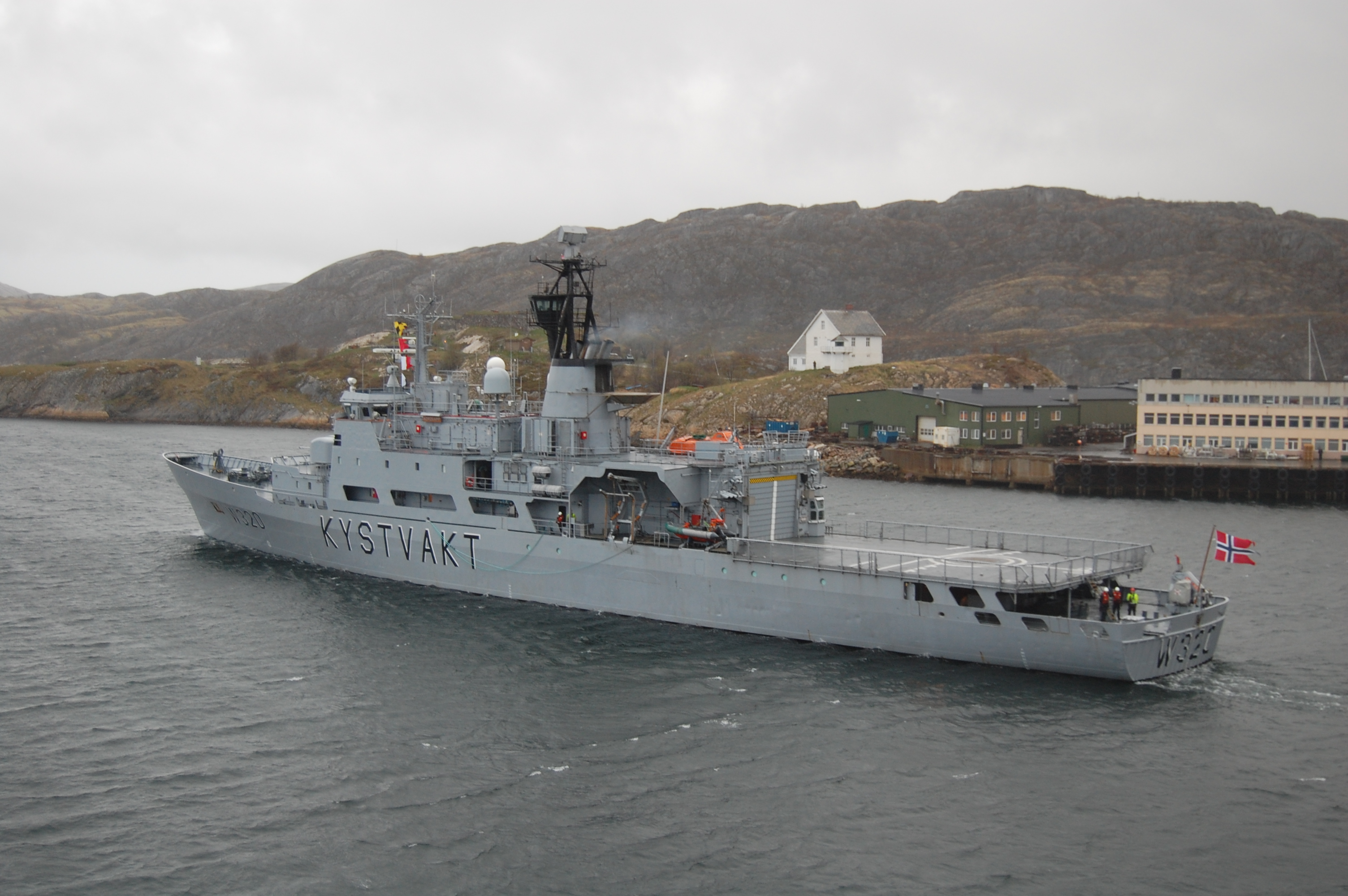
KV Nordkapp

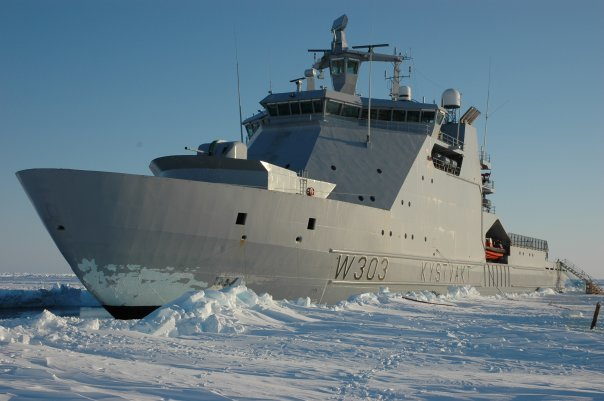
KV Svalbard

Kystvakten är en särskild avdelningen och verksamhet inom det norska försvaret (marinen) och fungerar som landets kustbevakning.
Kystvakten inrättades den 1 april 1977, och ersatte fiskerioppsynet i samband med att Norge etablerat en exklusiv ekonomisk zon på 200 nautiska mil. Kystvaktens stora patrullområde är i Norges ekonomiska zon, fiskezonen runt Jan Mayen och skyddszonen runt Svalbard. Kystvaktens uppgifter som norsk kustbevakning är att upprätthålla norsk suveränitet i norska vatten, fiskeriinspektion, tullbevakning, miljötillsyn, anloppskontroll och sjöräddning.
Verksamheten regleras i en särskild lag, Kystvaktsloven.

## Fartyg
Under 2015 ingick totalt 15 fartyg i den norska Kystvakten. Dessutom används P-3 Orion flygplan (ersätts av Boeing P-8 Poseidon) och Westland Lynx helikoptrar 
(fasas ut och ersätts av NH90 helikoptrar) från Norges flygvapen.

### Yttre kustbevakning
- K/V Harstad (W318) (2005)
- KV Nordapp (W320) (1980)
- KV Andenes (W322) (1980)
- KV Senja (W321) (1980)
- K/V Svalbard (W303) (2001)
- KV Barentshav (W340) (2009)
- KV Sortland (W342) (2010)
- KV Bergen (W341) (2010)
- KV Harstad (W318) (2005)
- KV Jarl (W 324) (2015)
- KV Bison (W 323) (2014)

### Inre kustbevakning
- KV Nornen (W330) (2006)
- KV Tor (W334) (2007)
- KV Njord (W333) (2007)
- KV Heimdal (W332) (2007)
- KV Farm (W331) (2007)